# Sei Muroja
Sei Muroja (* 5. duben 1995) je japonský fotbalista.

## Klubová kariéra
Hrával za FC Tokyo.

## Reprezentační kariéra
Sei Muroja odehrál za japonský národní tým v roce 2017 celkem 1 reprezentační utkání.

## Statistiky
| Japonsko | Japonsko | Japonsko |
| Roky     | Záp.     | Góly     |
| -------- | -------- | -------- |
| 2017     | 1        | 0        |
| 2018     | 3        | 0        |
| 2019     | 6        | 0        |
| Celkem   | 10       | 0        |